# 圣玛格丽特德洛泰勒
圣玛格丽特-德洛泰勒（法語：Sainte-Marguerite-de-l'Autel，法語發音：[sɛ̃t maʁɡəʁit də lotɛl]）是法国厄尔省的一个旧市镇，属于埃夫勒区。2016年，圣玛格丽特-德洛泰勒与市镇盖尔南维尔合并为新市镇勒莱姆。

## 地理
圣玛格丽特-德洛泰勒（48°54'0"N, 0°51'16"E）面积23.27 平方千米，位于法国诺曼底大区厄尔省，该省份为法国北部内陆省份，北起滨海塞纳省，西接奧恩省和卡爾瓦多斯省，南至厄尔-卢瓦省，东临瓦兹省、瓦兹河谷省和伊夫林省。
圣玛格丽特-德洛泰勒的时区为UTC+01:00、UTC+02:00（夏令时）。

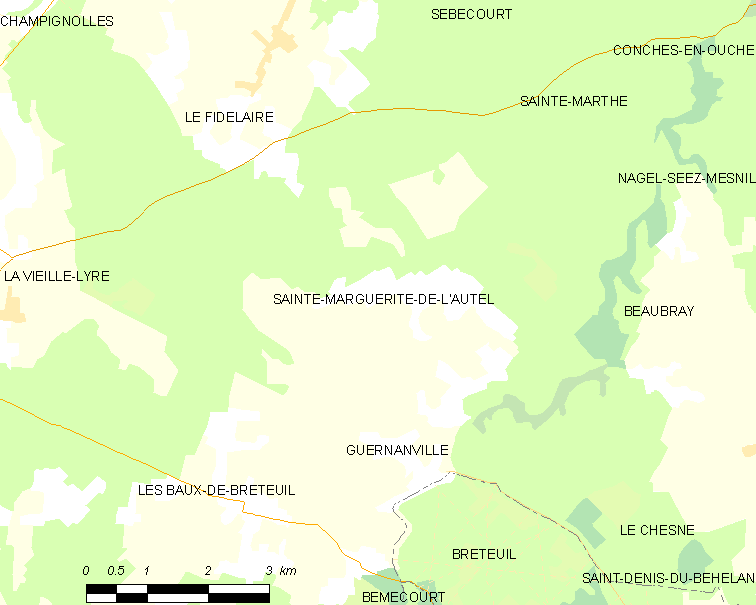
圣玛格丽特-德洛泰勒的OSM定位图

## 行政
圣玛格丽特-德洛泰勒的邮政编码为27160，INSEE市镇编码为27565。

## 政治
圣玛格丽特-德洛泰勒所属的省级选区为布勒特伊县。

## 人口

1962-2008年间圣玛格丽特-德洛泰勒人口变化图示

圣玛格丽特-德洛泰勒于2018年1月1日时的人口数量为572人。